# RPD
La RPD (Ruchnoj Pulemët Degtyarëva, in russo: mitragliatrice leggera Degtyarev) è un'arma automatica di produzione sovietica introdotta in servizio nel 1950, una delle prime armi destinate a una nuova cartuccia intermedia (7,62 x 39 mm M43) e tra le precursori del concetto di mitragliatrice di squadra. Venne utilizzata per sostituire l'ormai obsoleta serie di mitragliatori Degtyarev (DP-28, DPM, RP-46) usati nel Secondo conflitto mondiale. Negli anni '60 ne venne interrotta la produzione per il successivo sviluppo del più moderno fucile mitragliatore RPK, più economico da produrre per via dei componenti comuni all'AK-47.

## Sviluppo
È stata sviluppata intorno al 1944 da Vasily Degtyaryov (al quale fu per questo conferito il titolo di Eroe del lavoro socialista) a seguito di una richiesta dell'Armata Rossa per un'arma automatica di squadra che impiegasse la nuova munizione "intermedia" sovietica da 7,62 x 39mm M43, in grado di fornire fuoco di accompagnamento alla fanteria sulle distanze di combattimento più frequenti, utilizzando così le stesse munizioni in dotazione ai fucilieri (per i quali infatti erano previste armi di nuova concezione e più maneggevoli).
Tale concetto tattico derivava dal fatto che l'analisi degli scontri sul campo di battaglia indicava che raramente la fanteria si trovava a combattere a distanze superiori ai 4-500 metri e che pertanto le armi automatiche di accompagnamento in dotazione, per quanto ottime (la mitragliatrice pesante Maxim M1910 e quella leggera DP-28), che impiegavano la munizione standard sovietica 7,62 x 54R erano fin troppo potenti per il ruolo di armi di squadra o di plotone, con la loro gittata massima che sfiorava i 2000 metri; inoltre, la potenza della cartuccia sovietica imponeva che tali armi fossero pesanti e massicce per poter funzionare con sicurezza. In considerazione di ciò, e basandosi anche sugli studi della Wehrmacht che proprio nel 1943 aveva introdotto il suo rivoluzionario fucile d'assalto MP43/44 con una nuova munizione molto più adatta a tali distanze, l'Armata Rossa aveva sviluppato una cartuccia da fanteria di nuova concezione, la 7,62 x 39mm M43.
Occorreva quindi un'arma da destinare ai piccoli reparti come la squadra e il plotone, che impiegasse la stessa nuova cartuccia in modo da facilitare molto il compito dei fanti sovietici che così non sarebbero stati più costretti a trascinarsi dietro le pesanti e ingombranti cassette di munizioni per le mitragliatrici, leggere e pesanti, in dotazione all'epoca all'Armata Rossa, ma avrebbero potuto rifornire l'arma con le stesse cartucce usate per i loro fucili semiautomatici o fucili d'assalto, all'epoca già in fase di progettazione.
Alla fine del 1943 pertanto Vasily Degtyaryov (progettista del ben riuscito fucile mitragliatore DP-28) Sergej Simonov e Aleksei Sudayev, i maggiori progettisti di armi individuali dell'URSS, vennero incaricati di progettare una nuova arma con lo stesso ruolo ma che impiegasse la nuova munizione, e che fosse perciò più maneggevole, leggera e facile da impiegare. Degtyaryev mantenne lo stesso schema meccanico di base del DP con alcune leggere modifiche e aggiunse un'alimentazione a tamburo posto sotto al castello (e non più superiormente come nel precedente modello). Il suo progetto fu accettato nel 1944 come 7.62 mm Ручной Пулемёт Дегтярёва, PПД (Rucnoj Pulemët Degtyarëva, RPD - in russo: "mitragliatrice leggera Degtyaryev da 7,62mm").
Benché sia stata utilizzata in piccoli lotti dalle truppe sovietiche nelle fasi finali della seconda guerra mondiale, venne adottata ufficialmente come armamento standard di squadra dell'esercito sovietico nel 1948 e distribuita in quantità dall'inizio del 1950 fino al 1960, quando è stata sostituita dalla mitragliatrice leggera RPK, una versione specializzata dell'AKM.
Va osservato che il concetto alla base del RPD era estremamente innovativo: fino agli anni '70 del XX secolo, gli eserciti occidentali della NATO non disponevano per la propria fanteria di armi paragonabili, e impiegavano per lo stesso ruolo tattico le pesanti ed esuberanti mitragliatrici tutte di modello e concezione risalenti alla Seconda guerra mondiale.

## Tecnica
La RPD può essere descritta come un ulteriore sviluppo delle precedenti mitragliatrici. Il funzionamento è a sottrazione di gas, con pistone a corsa lunga, e l'otturatore è derivato direttamente da quello del DP-28. Allo sparo, l'otturatore scatta in avanti sotto la spinta della molla di recupero, estrae una cartuccia dal nastro e la inserisce nella camera di sparo della culatta, dove si arresta. Il portaotturatore prosegue ancora per un breve tratto la sua corsa in avanti, e così facendo spinge all'esterno due alette mobili, incernierate alla testa dell'otturatore, le quali vanno a inserirsi in due appositi svasi sagomati all'interno del castello, realizzando così una chiusura molto solida e sicura. A questo punto il portaotturatore colpisce il percussore che è flottante entro l'otturatore; questi urta l'innesco della cartuccia provocando lo sparo.
I gas prodotti dall'esplosione attraversano la canna e vengono prelevati da una valvola sotto la stessa, e convogliati nel condotto entro il quale si trova il pistone: questo, sotto la spinta dei gas, scorre violentemente all'indietro e poiché è solidale al portaotturatore questo inizia ad arretrare. L'otturatore è ancora bloccato dalle alette, che rientrano solo dopo che il portaotturatore ha rinculato per un breve tratto: a quel punto, il proiettile è ormai fuoriuscito dalla canna e le pressioni sono scese a livello di sicurezza perciò le alette mobili rientrano e anche l'otturatore è libero di arretrare, estrarre il bossolo esploso ed espellerlo, comprimendo la molla di recupero che è collocata nel calcio. La molla di recupero poi risospinge il tutto in avanti e il ciclo si ripete finché il tiratore non rilascia il grilletto: a quel punto una leva a bilancere intercetta il portaotturatore e il ciclo si ferma.

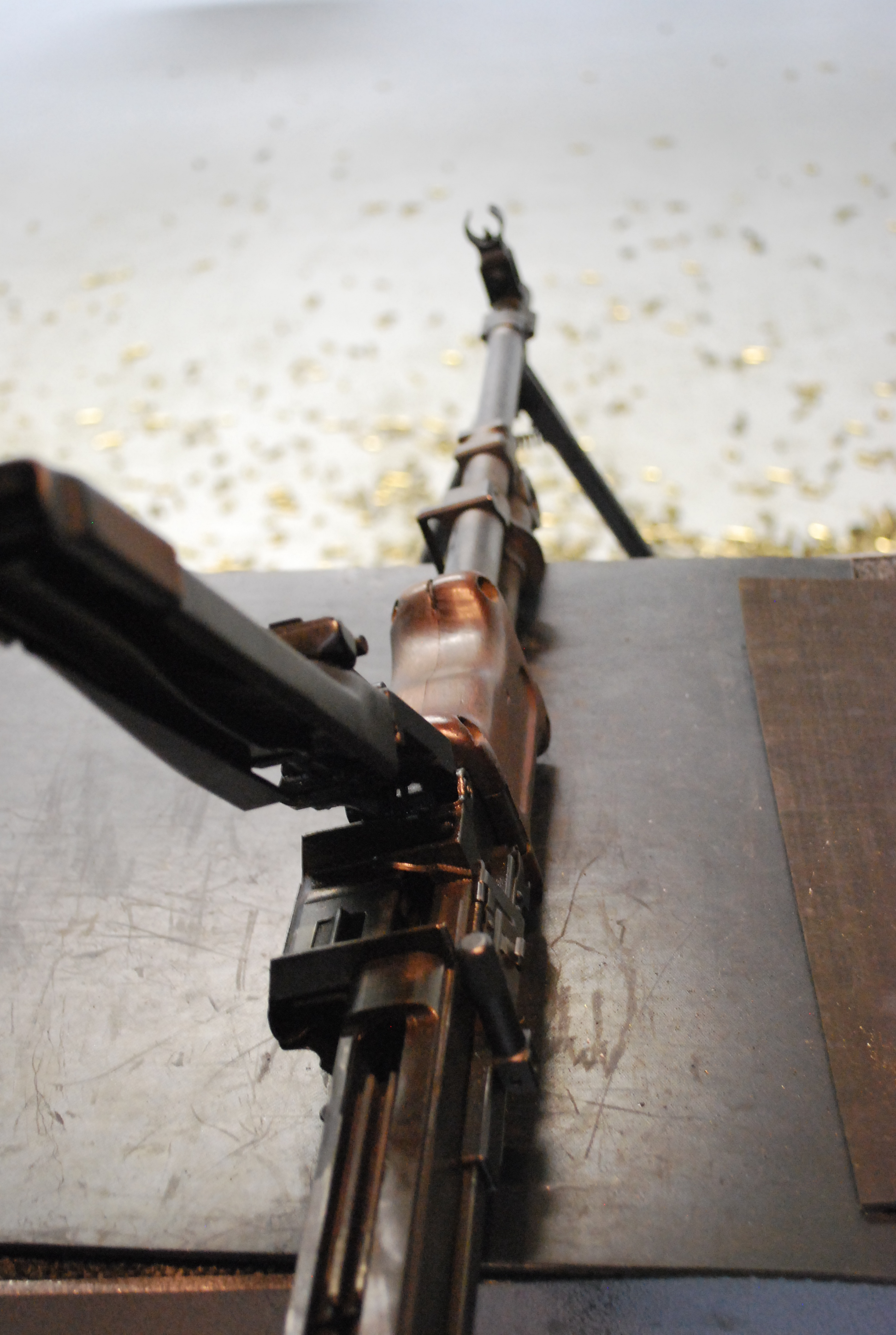
Sistema di alimentazione di un RPD. Si nota il coperchio di culatta sollevato e il vassoio di alimentazione, sul quale scorre il nastro proveniente dal caricatore a tamburo fissato sotto l'arma.

L'arma presenta la tipica caratteristica sovietica della cromatura dell'anima della canna e della culatta, che facilita la manutenzione e il funzionamento. Sul lato destro dell'arma vi è la manetta di armamento e sopra il ponticello del grilletto, la sicura a leva, che ha solo due posizioni: "fuoco" e "sicura"; il RPD infatti spara solo a fuoco automatico (raffica). Un bipiede di appoggio è incernierato sotto la canna. Gli organi di mira consistono in un alzo posteriore a tangente, graduato da 200 a 1000 metri, e in un mirino anteriore regolabile in deriva ed elevazione. Calcio, impugnatura e astina sono in legno. Le parti metalliche sono profondamente fosfatizzate. Le finiture esterne sono tipicamente militari, adeguatamente lavorate, mentre quelle interne sono impeccabilmente eseguite e l'arma è costruita senza risparmio di materiale, secondo la tradizione sovietica di robustezza e affidabilità. Il castello e il coperchio di alimentazione sono in lamiera piegata e stampata mentre la meccanica interna è fresata dal pieno.
L'alimentazione avviene mediante nastro metallico non disintegrabile da 100 colpi, inserito nell'arma dal lato sinistro, e contenuto in un caricatore a tamburo in acciaio da inserire in una guida posta sotto il castello: questo rende molto più agevole e sicuro il funzionamento poiché il nastro è molto più facile da inserire nel tamburo delle cartucce sciolte, e il nastro è così al sicuro da sporcizia e deformazioni cui i nastri portati all'esterno sono sempre soggetti e che costituiscono la causa primaria di inceppamenti. Il concetto è simile ai caricatori a tamburo da 50 colpi usati nelle MG34 e MG42 tedesche, e tale impressione è rafforzata dal fatto che l'esercito ungherese ha sviluppato tamburi per nastri da 50 colpi, molto copiati e utilizzati anche da altri Paesi. Ovviamente l'arma può impiegare anche nastri senza tamburo.
Il principale difetto del RPD risiede nella canna fissa e perciò non intercambiabile: nel fuoco automatico, si surriscalda rapidamente e per non rendere l'arma inservibile, i tiratori venivano addestrati a sparare raffiche brevi. Secondo gli utilizzatori, il RPD può erogare fuoco efficace fino a 6-700 metri e alle distanze tipiche di combattimento (2-300 metri) è un'arma precisa e stabile, del tutto rispondente al suo ruolo.

## Impiego
Entrato in servizio in tutti i Paesi del Patto di Varsavia fin dagli anni '50 il RPD è stato prodotto in enorme quantità e massicciamente distribuito a tutti i Paesi satelliti ed alleati dell'URSS, molti dei quali lo hanno prodotto su licenza. Ebbe un grande successo anche presso molti movimenti clandestini o di guerriglia ideologicamente vicini all'URSS, come l'OLP, l'IRA, il FRELIMO, la SWAPO ecc per via del basso costo, facilità d'uso, affidabilità, buone prestazioni e soprattutto perché impiega la stessa munizione dell'onnipresente AKM. È apparso praticamente in ogni conflitto dal 1950 in poi e continua tuttora ad essere presente in molte aree nel mondo, in mano a corpi militari o movimenti di guerriglia che non possono permettersi armi più moderne.

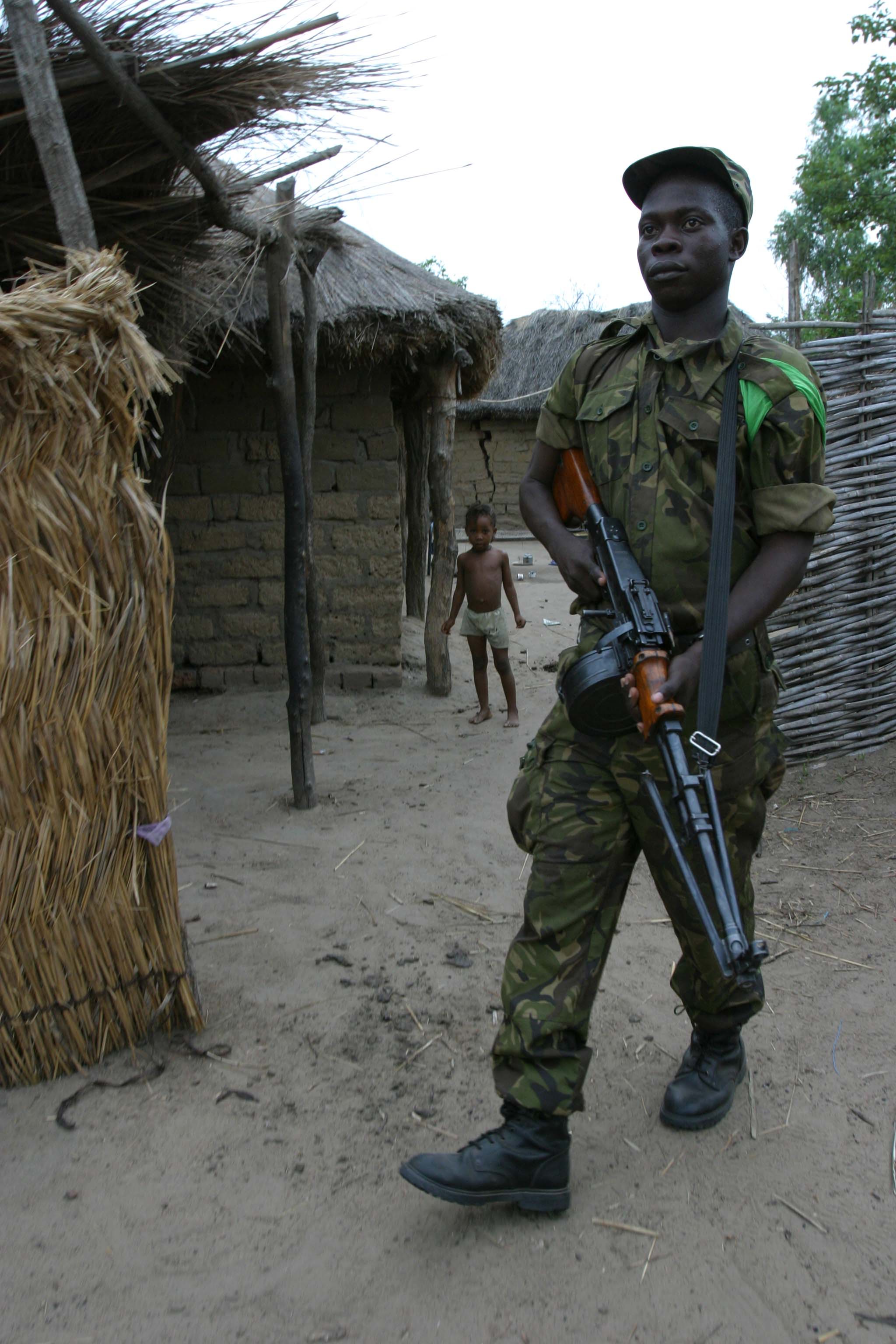
Militare dell'esercito della Repubblica Centrafricana in servizio armato di RPD a Birao (Centrafrica) nel 2007.

Nella metà degli anni '60, l'Armata Rossa cominciò a sostituirlo con il più moderno RPK ma l'enorme numero in circolazione ha fatto sì che il RPD continuasse ad essere regolarmente usato dalla fanteria sovietica fino alla guerra in Afghanistan. Oltre ad essere stata impiegata nell'Armata Rossa, oggi alcune RPD possono essere ancora viste in circolazione in Russia nell'Esercito a equipaggiare le unità della riserva. Grandi quantità del RPD sono state ad esempio catturate da Israele all'OLP ed altre milizie palestinesi, e sono state impiegate anche dall'esercito israeliano; lo stesso è avvenuto in Angola, dove l'esercito sudafricano, negli anni 1970-80, ha catturato alla SWAPO un gran numero di armi fra cui molti RPD che ha prontamente reimpiegato.
L'arma è stata prodotta anche in altri paesi (con o senza licenza), come la Cina, dove è stata identificata come mitragliatrice leggera Tipo 56. La Cina lo offre ancora oggi (2019) sul mercato dell'esportazione.

## Utilizzatori
- Afghanistan
- Albania
- Algeria
- Angola
- Azerbaijan
- Bangladesh
- Benin
- Bolivia
- Burundi
- Cambogia
- Capo Verde
- Central African Republic
- Chad
- Comoros
- Congo-Brazzaville
- Congo-Kinshasa
- Djibouti
- Egitto
- Equatorial Guinea
- Eritrea
- Etiopia
- Ghana
- Guinea
- Ungheria
- Indonesia
- Iraq
- Israele
- Ivory Coast
- Laos
- Lesotho
- Libya
- Malta
- Mali: People's Movement for the Liberation of Azawad
- Mongolia
- Morocco
- Nicaragua
- Nigeria
- Niger
- North Korea, dove è prodotto come Type 62
- Pakistan
- Peru
- Romania
- Rwanda
- Sahrawi Arab Democratic Republic
- Seychelles
- Sierra Leone
- Somalia
- Sudan
- Siria
- Tanzania
- Togo
- Uganda
- Vietnam
- Yemen
- Zimbabwe